# Hươu nhỏ Chile
Hươu nhỏ Chile (danh pháp hai phần: Pudu puda) là một loài động vật có vú trong họ Hươu nai, bộ Guốc chẵn. Loài này được Molina mô tả năm 1782. Đây là loài bản địa Chile và Argentina. Sau khi hươu nhỏ Nam Mỹ, đây là hươu nhỏ nhất thế giới, dài 36–41 cm và cân nặng từ 7 đến 10 kg. Nó có bộ lông thô dày, màu nâu sẫm.